# Caudofoveata
Caudofoveata là một lớp nhỏ trong ngành Thân mềm, còn được gọi là Chaetodermomorpha. Chúng thường được gộp chung với Solenogastres và gọi là Aplacophora. Tuy nhiên, một nhóm như vậy là không phải đơn ngành, phân tích phân tử cho thấy Caudofoveata là một nhóm chị em của lớp Chân đầu.

## Phân loại
- Họ Chaetodermatidae
  - Caudofoveatus
  - Chaetoderma
- Họ Falcidentidae
  - Falcidens
  - Furcillidens
  - Lepoderma
- Họ Limifossoridae
  - Limifossor
- Họ Metachaetodermatidae
  - Metachaetoderma
- Họ Prochaetodermatidae
  - Chevroderma
  - Claviderma
  - Lonchoderma
  - Niteomica
  - Prochaetoderma
  - Spathoderma
- Scutopodidae
  - Psilodens
  - Scutopus

Có 15 chi, với khoảng 150 loài được biết đến.